# Schi

Este un sport și modalitate de transport care implică deplasarea pe zăpadă cu ajutorul unei perechi de plăci lungi înguste și plate (schiuri) atașate de pantofi sau de ghete. Schiul s-a născut în Scandinavia, cele mai vechi schiuri găsite în mlaștinile suedeze și finlandeze fiind vechi de cca 6000 ani.

Schiator alpin

Schiul colectează diferite discipline sportive de iarnă, unite prin utilizarea schiurilor ca instrument pentru deplasarea distanțelor pe suprafețe înzăpezite. Sporturile care folosesc schiurile departe de zăpadă sunt schiul nautic și schiul pe iarbă. Multe tipuri de evenimente de schi competitive sunt recunoscute de Comitetul Olimpic Internațional (COI) și de Federația Internațională de Schi (FIS).

## Istoric

### În România

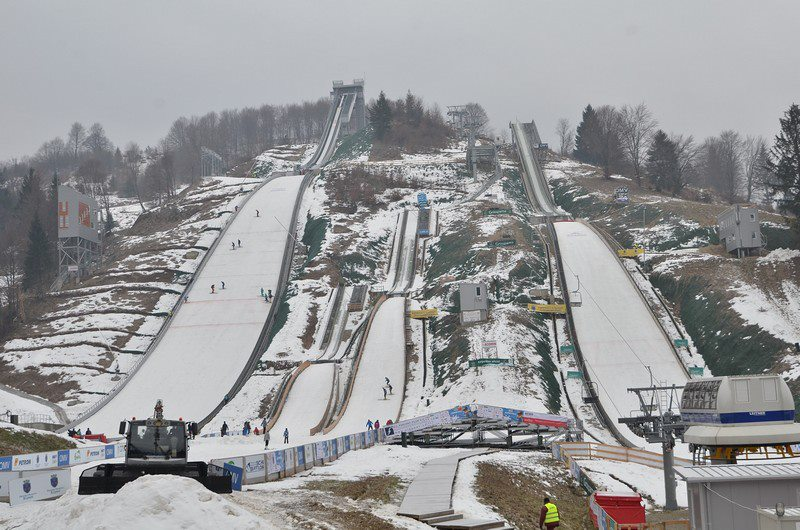
Valea Cărbunării, găzduiește etape din Cupa Mondială de Sărituri cu schiurile

Primele știri despre schi ca sport au apărut în "Revista Automobilă" în anul 1920, unde este menționată Societatea de schi "Karpathia" din Brașov, înființată în anul 1880.
Tot în 1880 se înființează "Societatea Carpatină Ardeleană a Turiștilor" SKV (Siebenburgische Karpathenverein"), cu sediul la Sibiu, care avea secții regionale în diferite zone ale țării. Una dintre realizările SKV a fost tipărirea unui "Anuar al SKV", apărut între anii 1881-1944, în care erau tratate și problemele specifice muntelui pe timp de iarnă, inclusiv amenajarea unor pârtii de schi, case de adăpost etc.
În anul 1893, ia ființă prima societate turistică românească cu activitate efectivă cunoscută: "Societatea Carpatină Sinaia". În statutul său, alături de obiectivele turistice, științifice și culturale, întâlnim și preocuparea pentru activități sportive ca tirul, vânătoarea și sporturile de iarna (schi, bob - sanie). În 1892, se semnalează un grup de schiori condus de Carol Ganzer, care parcurge Clăbucetele Predealului. Un an mai târziu, revista "Hercules" își informa cititorii că "săniușul pe picioare" se practica în multe localități ardelene, mai ales în zona Clujului și Bihorului.
În anul 1905 se înființează "Societatea de Schi Brașoveană" aparținând locuitorilor de naționalitate germană KSV (Kronstadter Ski Vereinigung"), iar în 1909 se organizează primul concurs de schi din România. Doi ani mai târziu s-a disputat și prima cursă de coborâre din Postăvar până în Poiana Brașovului, învingător fiind W. Janesch. Au participat 11 concurenți. Tot în acești ani încep să fie organizate și întreceri feminine pe distanțe scurte.
Anul 1913 consemnează construirea primei trambuline de sărituri cu schiurile în Poiana Postăvarului de către KSV. 
Primul Campionat Național este disputat la Sinaia în 1927. Primul campionat interuniversitar are loc la Predeal în 1930.
În 1931, ia ființă FRSB (Federația Română de Schi Biatlon).

## Discipline
- Schi alpin
- Schi nordic
- Schi alpinism
- Schi freestye
- Schi freeride

## Echipament
Echipamentul folosit în timpul schiatului include:
- Schi
- Clapari și legături
- Căști
- Ochelari de schi
- Mănuși de schi
- Bete de schi